# Institut des migrations
L'institut des migrations (finnois : Siirtolaisuusinstituutti ; suédois : Migrationsinstitutet) est un centre de recherche et de documentation sur les  migrations humaines fondé en 1974 à Turku en Finlande. 

## Présentation
L'institut est soutenu par 36 organismes dont plusieurs universités finlandaises  et la ville de Turku.
Le principal financeur du centre est le  ministère de l'Éducation et de la Culture.